# 维利昂特罗德
维利昂特罗德（法語：Villy-en-Trodes）是法国奥布省的一个市镇，属于特鲁瓦区。该市镇2009年时的人口为246人。

## 人口
维利昂特罗德人口变化图示
| 数据来源：INSEE |